# Benz Pass
Benz Pass är ett bergspass i Antarktis. Det ligger i Västantarktis. Argentina, Chile och Storbritannien gör anspråk på området. Benz Pass ligger 851 meter över havet.
Terrängen runt Benz Pass är lite bergig. Trakten är obefolkad. Det finns inga samhällen i närheten. 